# Удлинённый трёхскатный повёрнутый бикупол
Удлинённый трёхска́тный повёрнутый бику́пол — один из многогранников Джонсона (J36, по Залгаллеру — М4+П6+М4).
Составлен из 20 граней: 8 правильных треугольников и 12 квадратов. Среди квадратных граней 6 окружены тремя квадратными и треугольной, другие 6 — квадратной и тремя треугольными; каждая треугольная грань окружена тремя квадратными.
Имеет 36 рёбер одинаковой длины. 12 рёбер располагаются между двумя квадратными гранями, остальные 24 — между квадратной и треугольной.
У удлинённого трёхскатного повёрнутого бикупола 18 вершин. В 12 вершинах сходятся три квадратных и треугольная грани; в остальных 6 — две квадратных и две треугольных.
Удлинённый трёхскатный повёрнутый бикупол можно получить из двух трёхскатных куполов (J3) и правильной шестиугольной призмы, все рёбра у которой равны, — приложив шестиугольные грани куполов к основаниям призмы так, чтобы параллельные шестиугольным треугольные грани многогранников оказались повёрнуты относительно друг друга на 60°.
Это единственный многогранник Джонсона с группой симметрии D3d.

## Метрические характеристики
Если удлинённый трёхскатный повёрнутый бикупол имеет ребро длины {\displaystyle a}, его площадь поверхности и объём выражаются как
{\displaystyle S=2\left(6+{\sqrt {3}}\right)a^{2}\approx 15{,}4641016a^{2},}
{\displaystyle V=\left({\frac {5{\sqrt {2}}}{3}}+{\frac {3{\sqrt {3}}}{2}}\right)a^{3}\approx 4{,}9550988a^{3}.}

## Заполнение пространства
С помощью удлинённых трёхскатных повёрнутых бикуполов, квадратных пирамид (J1) и
правильных тетраэдров можно замостить трёхмерное пространство без промежутков и наложений (см. иллюстрацию).